# نو ون كان ستاب مستر دومينو!
نو ون كان ستاب مستر دومينو! (بالإنجليزية: No One Can Stop Mr. Domino!)، هي لعبة فيديو يابانية، وهي من تطوير شركة آرت دينك، ومن نشر شركة أكليم إنترتينمينت الأمريكية، صدرت اللعبة في الأسواق سنة 1998، وتعمل حصرياً لمنصة بلاي ستيشن.